# C. J. Sansom
C.J. Sansom, all'anagrafe Christopher John Sansom (Edimburgo, 9 dicembre 1952 – 27 aprile 2024), è stato uno scrittore britannico di romanzi thriller.

## Biografia
Dopo una laurea in Storia presso l'Università di Birmingham, intraprese la professione di avvocato nel Sussex, dove visse fino alla morte. Scrisse nel 2003 L'enigma del gallo nero, dopo il quale decise di abbandonare il proprio lavoro e di dedicarsi a tempo pieno alla scrittura.
In seguito vennero pubblicati altri suoi romanzi, tutti ambientati nel '500, aventi come protagonista Matthew Shardlake, personaggio principale anche nel suo primo lavoro. 
L'abilità di mescolare personaggi e fatti inventati con persone e avvenimenti storici fu la peculiare carettirista dei suoi romanzi.
I libri di Sansom furono pubblicati in Italia dalla casa editrice Sperling & Kupfer.
Nel 2022 venne insignito del prestigioso Cartier Diamond Dagger.

## Opere

### Serie di Matthew Shardlake
- L'enigma del gallo nero [Dissolution], 2003.
- La scomparsa del fuoco greco [Dark Fire], 2004.
- Il segreto della Torre di Londra [Sovereign], 2006.
- I sette calici dell'eresia [Revelation], 2008.
- Cuore di cervo [Heartstone], 2010.
- Lamentation, 2015.
- Tombland, 2018.

### Altri
- Inverno a Madrid [Winter in Madrid], 2007.
- Dominion, 2012.